# Aldershot FC
Aldershot FC (celým názvem: Aldershot Football Club) byl anglický fotbalový klub, který sídlil ve městě Aldershot v nemetropolitním hrabství Hampshire. Klubové barvy byly červená, modrá a bílá.
Založen byl v roce 1926 pod názvem Aldershot Town FC. V roce 1932 byl přijat do Football League, ve stejném roce byl změněn název klubu na pouhý Aldershot. V roce 1992 byl klub kvůli dluhům poslán londýnským Vrchním soudem do likvidace. Poslední vítězný zápas sehrál 28. prosince 1991 proti týmu Maidstone United, který paradoxně zanikl o pět měsíců později. Po zániku byl ve městě založen klub Aldershot Town.
Své domácí zápasy odehrával na stadionu Recreation Ground s kapacitou 7 100 diváků.

## Historické názvy
Zdroj: 
- 1926 – Aldershot Town FC (Aldershot Town Football Club)
- 1932 – Aldershot FC (Aldershot Football Club)

## Úspěchy v domácích pohárech
Zdroj: 
- FA Cup
  - 5. kolo: 1932/33, 1978/79
- EFL Cup
  - 4. kolo: 1983/84
- EFL Trophy
  - Finále (Jih): 1986/87

## Umístění v jednotlivých sezonách
Stručný přehled
Zdroj: 
- 1927–1932: Southern Football League (Eastern Section)
- 1932–1958: Football League Third Division South
- 1958–1973: Football League Fourth Division
- 1973–1976: Football League Third Division
- 1976–1987: Football League Fourth Division
- 1987–1989: Football League Third Division
- 1989–1992: Football League Fourth Division

Jednotlivé ročníky
Zdroj: 
Legenda: Z - zápasy, V - výhry, R - remízy, P - porážky, VG - vstřelené góly, OG - obdržené góly, +/- - rozdíl skóre, B - body, červené podbarvení - sestup, zelené podbarvení - postup, fialové podbarvení - reorganizace, změna skupiny či soutěže
| Anglie (1927 – 1992)                                      |                                            |        |                                                             |                                                             |                                                             |                                                             |                                                             |                                                             |                                                             |                                                             |        |
| Sezóny                                                    | Liga                                       | Úroveň | Z                                                           | V                                                           | R                                                           | P                                                           | VG                                                          | OG                                                          | +/-                                                         | B                                                           | Pozice |
| 1927/28                                                   | Southern Football League (Eastern Section) | –      | 34                                                          | 17                                                          | 5                                                           | 12                                                          | 85                                                          | 66                                                          | +19                                                         | 39                                                          | 7.     |
| 1928/29                                                   | Southern Football League (Eastern Section) | –      | 36                                                          | 18                                                          | 5                                                           | 13                                                          | 68                                                          | 52                                                          | +16                                                         | 41                                                          | 6.     |
| 1929/30                                                   | Southern Football League (Eastern Section) | –      | 32                                                          | 21                                                          | 6                                                           | 5                                                           | 84                                                          | 39                                                          | +45                                                         | 48                                                          | 1.     |
| 1930/31                                                   | Southern Football League (Eastern Section) | –      | 16                                                          | 10                                                          | 3                                                           | 3                                                           | 50                                                          | 28                                                          | +22                                                         | 23                                                          | 2.     |
| 1931/32                                                   | Southern Football League (Eastern Section) | –      | 18                                                          | 3                                                           | 5                                                           | 10                                                          | 17                                                          | 30                                                          | -13                                                         | 11                                                          | 9.     |
| 1932/33                                                   | Third Division South                       | 3      | 42                                                          | 13                                                          | 10                                                          | 19                                                          | 61                                                          | 72                                                          | -11                                                         | 36                                                          | 17.    |
| 1933/34                                                   | Third Division South                       | 3      | 42                                                          | 13                                                          | 12                                                          | 17                                                          | 52                                                          | 71                                                          | -19                                                         | 38                                                          | 14.    |
| 1934/35                                                   | Third Division South                       | 3      | 42                                                          | 13                                                          | 10                                                          | 19                                                          | 50                                                          | 75                                                          | -25                                                         | 36                                                          | 18.    |
| 1935/36                                                   | Third Division South                       | 3      | 42                                                          | 14                                                          | 12                                                          | 16                                                          | 53                                                          | 61                                                          | -8                                                          | 40                                                          | 11.    |
| 1936/37                                                   | Third Division South                       | 3      | 42                                                          | 7                                                           | 9                                                           | 26                                                          | 50                                                          | 89                                                          | -39                                                         | 23                                                          | 22.    |
| 1937/38                                                   | Third Division South                       | 3      | 42                                                          | 15                                                          | 5                                                           | 22                                                          | 39                                                          | 59                                                          | -20                                                         | 35                                                          | 18.    |
| 1938/39                                                   | Third Division South                       | 3      | 42                                                          | 16                                                          | 12                                                          | 14                                                          | 53                                                          | 66                                                          | -13                                                         | 44                                                          | 10.    |
| V letech 1939 až 1945 se nehrála žádná pravidelná soutěž. |                                            |        |                                                             |                                                             |                                                             |                                                             |                                                             |                                                             |                                                             |                                                             |        |
| 1946/47                                                   | Third Division South                       | 3      | 42                                                          | 10                                                          | 12                                                          | 20                                                          | 48                                                          | 78                                                          | -30                                                         | 32                                                          | 20.    |
| 1947/48                                                   | Third Division South                       | 3      | 42                                                          | 10                                                          | 15                                                          | 17                                                          | 45                                                          | 67                                                          | -22                                                         | 35                                                          | 19.    |
| 1948/49                                                   | Third Division South                       | 3      | 42                                                          | 11                                                          | 11                                                          | 20                                                          | 48                                                          | 59                                                          | -11                                                         | 33                                                          | 21.    |
| 1949/50                                                   | Third Division South                       | 3      | 42                                                          | 13                                                          | 8                                                           | 21                                                          | 48                                                          | 60                                                          | -12                                                         | 34                                                          | 20.    |
| 1950/51                                                   | Third Division South                       | 3      | 46                                                          | 15                                                          | 10                                                          | 21                                                          | 56                                                          | 88                                                          | -32                                                         | 40                                                          | 18.    |
| 1951/52                                                   | Third Division South                       | 3      | 46                                                          | 18                                                          | 8                                                           | 20                                                          | 78                                                          | 89                                                          | -11                                                         | 44                                                          | 12.    |
| 1952/53                                                   | Third Division South                       | 3      | 46                                                          | 12                                                          | 15                                                          | 19                                                          | 61                                                          | 77                                                          | -16                                                         | 39                                                          | 19.    |
| 1953/54                                                   | Third Division South                       | 3      | 46                                                          | 17                                                          | 9                                                           | 20                                                          | 74                                                          | 86                                                          | -12                                                         | 43                                                          | 17.    |
| 1954/55                                                   | Third Division South                       | 3      | 46                                                          | 16                                                          | 13                                                          | 17                                                          | 75                                                          | 71                                                          | +4                                                          | 45                                                          | 14.    |
| 1955/56                                                   | Third Division South                       | 3      | 46                                                          | 12                                                          | 16                                                          | 18                                                          | 70                                                          | 90                                                          | -20                                                         | 40                                                          | 15.    |
| 1956/57                                                   | Third Division South                       | 3      | 46                                                          | 15                                                          | 12                                                          | 19                                                          | 79                                                          | 92                                                          | -13                                                         | 42                                                          | 19.    |
| 1957/58                                                   | Third Division South                       | 3      | 46                                                          | 12                                                          | 16                                                          | 18                                                          | 59                                                          | 89                                                          | -30                                                         | 40                                                          | 18.    |
| 1958/59                                                   | Fourth Division                            | 4      | 46                                                          | 14                                                          | 7                                                           | 25                                                          | 63                                                          | 97                                                          | -34                                                         | 35                                                          | 22.    |
| 1959/60                                                   | Fourth Division                            | 4      | 46                                                          | 18                                                          | 9                                                           | 19                                                          | 77                                                          | 74                                                          | +3                                                          | 45                                                          | 13.    |
| 1960/61                                                   | Fourth Division                            | 4      | 46                                                          | 18                                                          | 9                                                           | 19                                                          | 79                                                          | 69                                                          | +10                                                         | 45                                                          | 10.    |
| 1961/62                                                   | Fourth Division                            | 4      | 44                                                          | 22                                                          | 5                                                           | 17                                                          | 81                                                          | 60                                                          | +21                                                         | 49                                                          | 7.     |
| 1962/63                                                   | Fourth Division                            | 4      | 46                                                          | 15                                                          | 17                                                          | 14                                                          | 73                                                          | 69                                                          | +24                                                         | 47                                                          | 11.    |
| 1963/64                                                   | Fourth Division                            | 4      | 46                                                          | 19                                                          | 10                                                          | 17                                                          | 83                                                          | 78                                                          | +5                                                          | 48                                                          | 9.     |
| 1964/65                                                   | Fourth Division                            | 4      | 46                                                          | 15                                                          | 7                                                           | 24                                                          | 64                                                          | 84                                                          | -20                                                         | 37                                                          | 18.    |
| 1965/66                                                   | Fourth Division                            | 4      | 46                                                          | 15                                                          | 10                                                          | 21                                                          | 75                                                          | 84                                                          | -9                                                          | 40                                                          | 17.    |
| 1966/67                                                   | Fourth Division                            | 4      | 46                                                          | 18                                                          | 12                                                          | 16                                                          | 72                                                          | 57                                                          | +15                                                         | 48                                                          | 10.    |
| 1967/68                                                   | Fourth Division                            | 4      | 46                                                          | 18                                                          | 17                                                          | 11                                                          | 70                                                          | 55                                                          | +15                                                         | 53                                                          | 9.     |
| 1968/69                                                   | Fourth Division                            | 4      | 46                                                          | 19                                                          | 7                                                           | 20                                                          | 66                                                          | 66                                                          | 0                                                           | 45                                                          | 15.    |
| 1969/70                                                   | Fourth Division                            | 4      | 46                                                          | 20                                                          | 13                                                          | 13                                                          | 78                                                          | 65                                                          | +13                                                         | 53                                                          | 6.     |
| 1970/71                                                   | Fourth Division                            | 4      | 46                                                          | 14                                                          | 17                                                          | 15                                                          | 66                                                          | 71                                                          | -5                                                          | 45                                                          | 13.    |
| 1971/72                                                   | Fourth Division                            | 4      | 46                                                          | 9                                                           | 22                                                          | 15                                                          | 48                                                          | 54                                                          | -6                                                          | 40                                                          | 17.    |
| 1972/73                                                   | Fourth Division                            | 4      | 46                                                          | 22                                                          | 12                                                          | 12                                                          | 60                                                          | 38                                                          | +22                                                         | 56                                                          | 4.     |
| 1973/74                                                   | Third Division                             | 3      | 46                                                          | 19                                                          | 11                                                          | 16                                                          | 65                                                          | 52                                                          | +10                                                         | 49                                                          | 8.     |
| 1974/75                                                   | Third Division                             | 3      | 46                                                          | 14                                                          | 11                                                          | 21                                                          | 53                                                          | 63                                                          | -10                                                         | 38                                                          | 20.    |
| 1975/76                                                   | Third Division                             | 3      | 46                                                          | 13                                                          | 13                                                          | 20                                                          | 59                                                          | 75                                                          | -16                                                         | 39                                                          | 21.    |
| 1976/77                                                   | Fourth Division                            | 4      | 46                                                          | 16                                                          | 11                                                          | 19                                                          | 49                                                          | 59                                                          | -10                                                         | 43                                                          | 17.    |
| 1977/78                                                   | Fourth Division                            | 4      | 46                                                          | 19                                                          | 16                                                          | 11                                                          | 67                                                          | 47                                                          | +20                                                         | 55                                                          | 5.     |
| 1978/79                                                   | Fourth Division                            | 4      | 46                                                          | 20                                                          | 17                                                          | 9                                                           | 63                                                          | 47                                                          | +16                                                         | 57                                                          | 5.     |
| 1979/80                                                   | Fourth Division                            | 4      | 46                                                          | 16                                                          | 13                                                          | 17                                                          | 62                                                          | 53                                                          | +9                                                          | 45                                                          | 10.    |
| 1980/81                                                   | Fourth Division                            | 4      | 46                                                          | 18                                                          | 14                                                          | 14                                                          | 43                                                          | 41                                                          | +2                                                          | 50                                                          | 6.     |
| 1981/82                                                   | Fourth Division                            | 4      | 46                                                          | 13                                                          | 15                                                          | 18                                                          | 57                                                          | 68                                                          | -11                                                         | 54                                                          | 16.    |
| 1982/83                                                   | Fourth Division                            | 4      | 46                                                          | 12                                                          | 15                                                          | 19                                                          | 61                                                          | 82                                                          | -21                                                         | 51                                                          | 18.    |
| 1983/84                                                   | Fourth Division                            | 4      | 46                                                          | 22                                                          | 9                                                           | 15                                                          | 76                                                          | 69                                                          | +7                                                          | 75                                                          | 5.     |
| 1984/85                                                   | Fourth Division                            | 4      | 46                                                          | 17                                                          | 8                                                           | 21                                                          | 56                                                          | 63                                                          | -7                                                          | 59                                                          | 13.    |
| 1985/86                                                   | Fourth Division                            | 4      | 46                                                          | 17                                                          | 7                                                           | 22                                                          | 66                                                          | 74                                                          | -8                                                          | 58                                                          | 16.    |
| 1986/87                                                   | Fourth Division                            | 4      | 46                                                          | 20                                                          | 10                                                          | 16                                                          | 64                                                          | 57                                                          | +7                                                          | 70                                                          | 6.     |
| 1987/88                                                   | Third Division                             | 3      | 46                                                          | 15                                                          | 8                                                           | 23                                                          | 64                                                          | 74                                                          | -10                                                         | 53                                                          | 20.    |
| 1988/89                                                   | Third Division                             | 3      | 46                                                          | 8                                                           | 13                                                          | 25                                                          | 48                                                          | 78                                                          | -30                                                         | 37                                                          | 24.    |
| 1989/90                                                   | Fourth Division                            | 4      | 46                                                          | 12                                                          | 14                                                          | 20                                                          | 49                                                          | 69                                                          | -20                                                         | 50                                                          | 22.    |
| 1990/91                                                   | Fourth Division                            | 4      | 46                                                          | 10                                                          | 11                                                          | 25                                                          | 61                                                          | 102                                                         | -41                                                         | 41                                                          | 23.    |
| 1991/92                                                   | Fourth Division                            | 4      | Klub se odhlásil v průběhu sezóny, výsledky byly anulovány. | Klub se odhlásil v průběhu sezóny, výsledky byly anulovány. | Klub se odhlásil v průběhu sezóny, výsledky byly anulovány. | Klub se odhlásil v průběhu sezóny, výsledky byly anulovány. | Klub se odhlásil v průběhu sezóny, výsledky byly anulovány. | Klub se odhlásil v průběhu sezóny, výsledky byly anulovány. | Klub se odhlásil v průběhu sezóny, výsledky byly anulovány. | Klub se odhlásil v průběhu sezóny, výsledky byly anulovány. | –.     |